# Oligodon cinereus
Espèce
Synonymes
- Simotes cinereus Günther, 1864
- Simotes swinhonis Günther, 1864
- Simotes multifasciatus Jan, 1865
- Simotes semifasciatus Anderson, 1871
- Simotes violaceus Boulenger, 1890
- Holarchus dolleyanus Cope, 1895
- Holarchus violaceus swinhonis Mell, 1931
- Holarchus violaceus tamdaoensis Bourret, 1935

Statut de conservation UICN

 LC  : Préoccupation mineure
Oligodon cinereus est une espèce de serpent de la famille des Colubridae.

## Répartition
Cette espèce se rencontre :
- au Bangladesh ;
- en Birmanie ;
- au Cambodge ;
- en Inde, dans les États d'Assam et d'Arunachal Pradesh ;
- au Laos ;
- dans le nord de la Malaisie péninsulaire ;
- en République populaire de Chine, dans les provinces de Yunnan et Hainan, ainsi qu'à Hong Kong ;
- en Thaïlande ;
- au Viêt Nam.

## Étymologie
Son nom d'espèce, du latin cinereus, « cendré », lui a été donné en référence à sa couleur.

## Publication originale
- Günther, 1864 : The reptiles of British India, London, Taylor & Francis, p. 1-452 (texte intégral).